# Memorial de la Operación Antropoide
Memorial de la Operación Antropoide (en checo: Památník Operace Anthropoid) es un monumento en Libeň, Praga que conmemora la Operación Antropoide, un emboscado al alto funcionario nazi Reinhard Heydrich por partisanos checoslovacos el 27 de mayo de 1942, lo que resultó en su muerte una semana después.Este monumento fue concebido como un símbolo monumental de determinación, valentía y conciencia del peligro enfrentado por los paracaidistas en 1942.

## Diseño y construcción
Operación Antropoide nunca había servido como base para una escultura o obra de arte pública. El 14 de abril de 2008, el distrito de Praga 8 anunció su intención de realizar un concurso de una ronda, abierto al público, para el diseño de un monumento conmemorativo para la Operación Antropoide y para Jan Kubiš y Jozef Gabčík. Uno de los principales requisitos de diseño para el monumento conmemorativo era que no solo debía conmemorar una de las acciones más exitosas de la resistencia checoslovaca durante la Segunda Guerra Mundial, sino que también debía servir como un tributo a las virtudes incorporadas en la tradición militar checoslovaca: el compromiso con el deber y la defensa de la nación incluso a costa de la propia vida.
David Moješčík y Michal Šmeral, y los arquitectos Miroslava Tůmová y Jiří Gulbis. Moješčík y Šmeral habían colaborado previamente en varios proyectos relacionados con el "arte público".
El monumento fue concebido como un símbolo monumental de determinación, valentía y conciencia del peligro de la acción llevada a cabo por los paracaidistas en 1942. Reinhard Heydrich, conocido como el "Hombre de Hierro" del Tercer Reich, jefe de la Oficina Principal de Seguridad del Reich y principal arquitecto del Holocausto, había sembrado un terror sin precedentes en el Protectorado de Bohemia y Moravia desde su nombramiento como subdirector en septiembre de 1941, reemplazando a Konstantin von Neurath.

## Inspiración y evolución del diseño

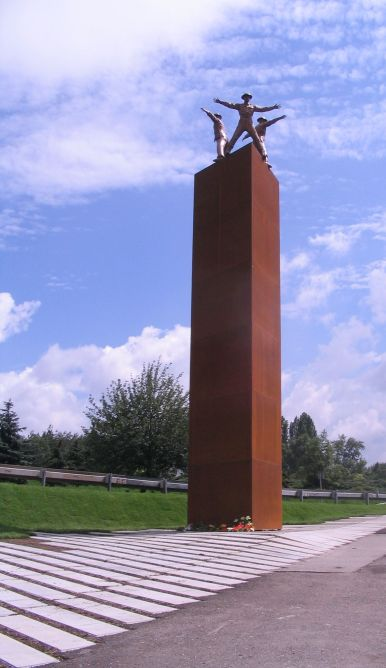
Vista general

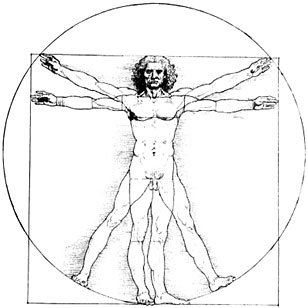
Hombre de Vitruvio

El punto de partida para el diseño fue el dibujo de Leonardo da Vinci de 1490 "Hombre de Vitruvio", del cual se deriva la "Cruz de Vitruvio", que ilustra las proporciones del cuerpo humano. La postura del hombre representado como una generalización de la figura humana es, por lo tanto, una alusión al mismo nombre "Operación Antropoide", ya que "antropoide" significa "humano en forma o apariencia".
Aunque el diseño del monumento conmemorativo sufrió una evolución constante durante el trabajo de los artistas, el "Hombre de Vitruvio" fue la base original de las figuras que coronan la columna central de la escultura y siguió siendo el principal elemento de diseño del monumento conmemorativo desde su concepción hasta su finalización. Uno de los conceptos iniciales para el monumento conmemorativo involucraba el uso de un bloque de piedra para representar la bandera checa. Esta primera concepción pasó luego por varias iteraciones, en las cuales el bloque fue dividido primero en las tres formas geométricas que componen la bandera checa, y luego, en un diseño posterior, se fusionó con la forma de un "erizo checo" - un obstáculo antitanque más familiar para los angloparlantes por su uso por los alemanes en las playas de Normandía pero inventado en Checoslovaquia y utilizado en toda Europa en la Segunda Guerra Mundial.
El diseño del monumento surgió de un concurso abierto para artistas y arquitectos organizado por la Oficina del Distrito Municipal de Praga 8, cuyo ganador fue la propuesta conjunta de los escultores David Moješčík y Michal Šmeral, y los arquitectos Miroslava Tůmová y Jiří Gulbis. La idea principal del monumento es un símbolo en forma de un triángulo que representa la cuña de la bandera checa, respectivamente checoslovaca. Las figuras están ubicadas en su borde a una altura de nueve metros en una postura casi suicida, reflejando el acto realizado. Dos de las figuras representan soldados checoslovacos y la tercera representa a un civil, quien desempeñó un papel indispensable en la resistencia. La posición de tipo "cruz de Vitruvio" está inspirada en la figura dentro de un círculo de la famosa ilustración de Leonardo da Vinci del Hombre. Esta posición "anatómica" es una referencia directa al nombre del grupo de paracaidistas y de la operación en su conjunto, anthropoide, es decir, humano. Las figuras se presentan de manera realista pero sin los rasgos faciales de individuos específicos. Se basan en la abstracción de los soldados y, a través de la composición y la repetición, hacen referencia a la estandarización del ser humano como producto destinado a la lucha. Las figuras son un recordatorio del peligro de olvidar el verdadero heroísmo, donde solo los verdaderamente valientes emergen del anonimato y finalmente se convierten en los "soldados desconocidos" de la historia.

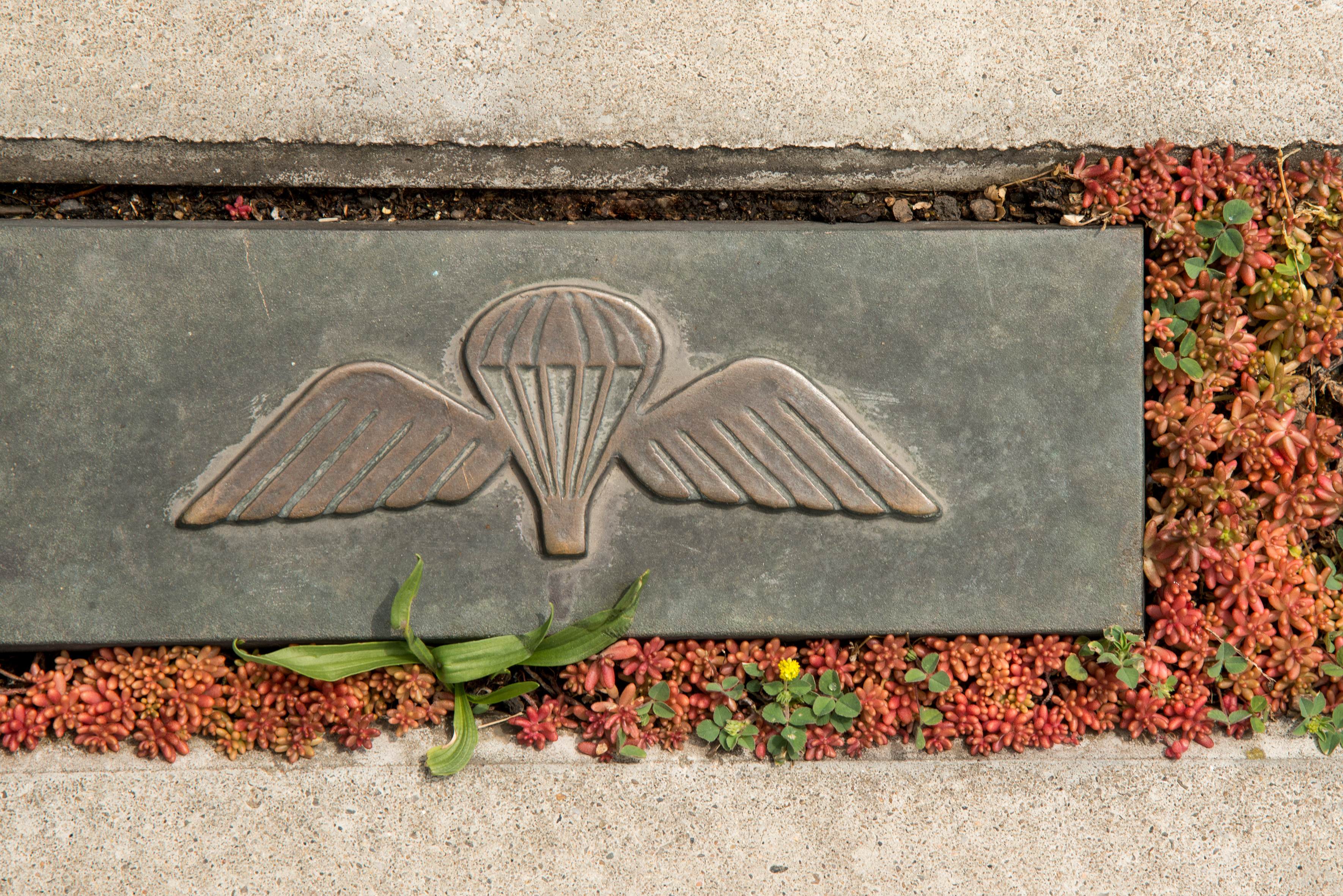
Detalle

El pilar de sección triangular se inspira en la forma de cuña de la bandera nacional, que también se puede percibir entre las figuras. Sus bordes afilados simbolizan el filo de la espada, el peligro y la ruptura de la tiranía que causa humillación y sufrimiento. Por esta razón, se ha utilizado chapa sin tratar para las paredes del prisma, con la intención de transmitir una impresión de aspereza y expresión. Su carácter corroído hace referencia a la desintegración y destrucción del estado checoslovaco. El pilar es una figura geométrica basal que sirve de base para tres figuras, que parecen lanzarse desde sus bordes hacia el abismo.

## Contexto geográfico

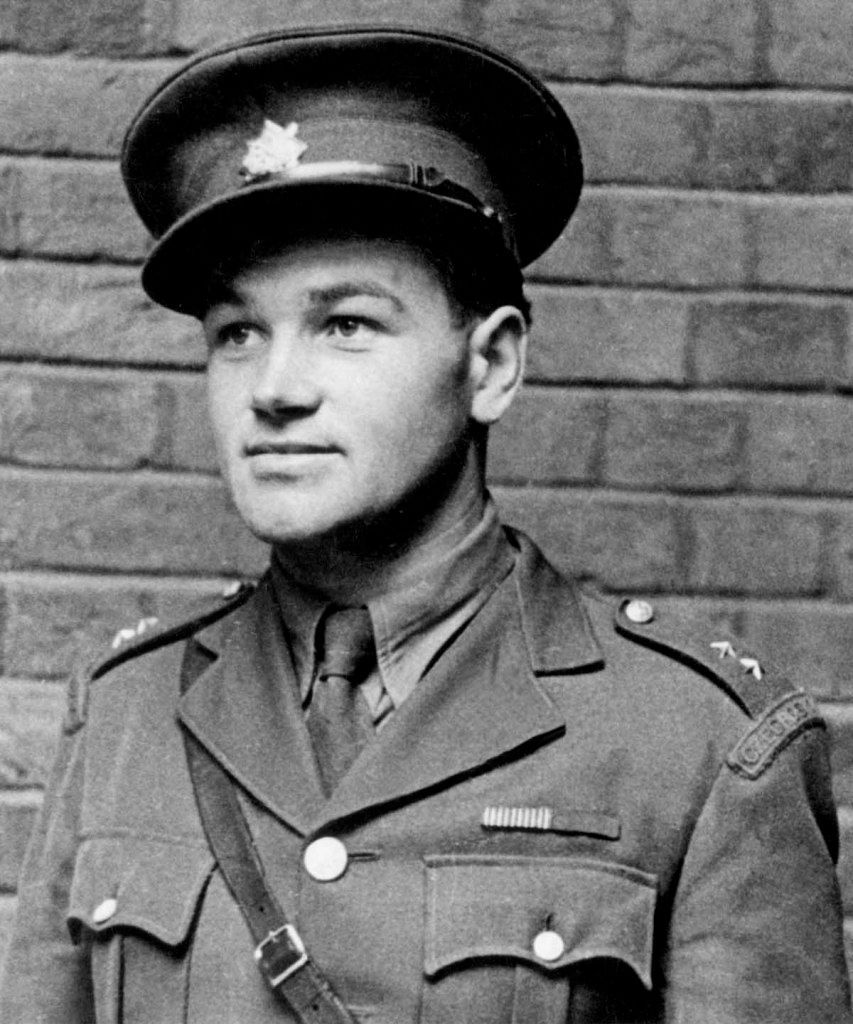
Jan Kubiš

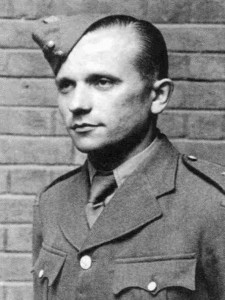
Jozef Gabčík

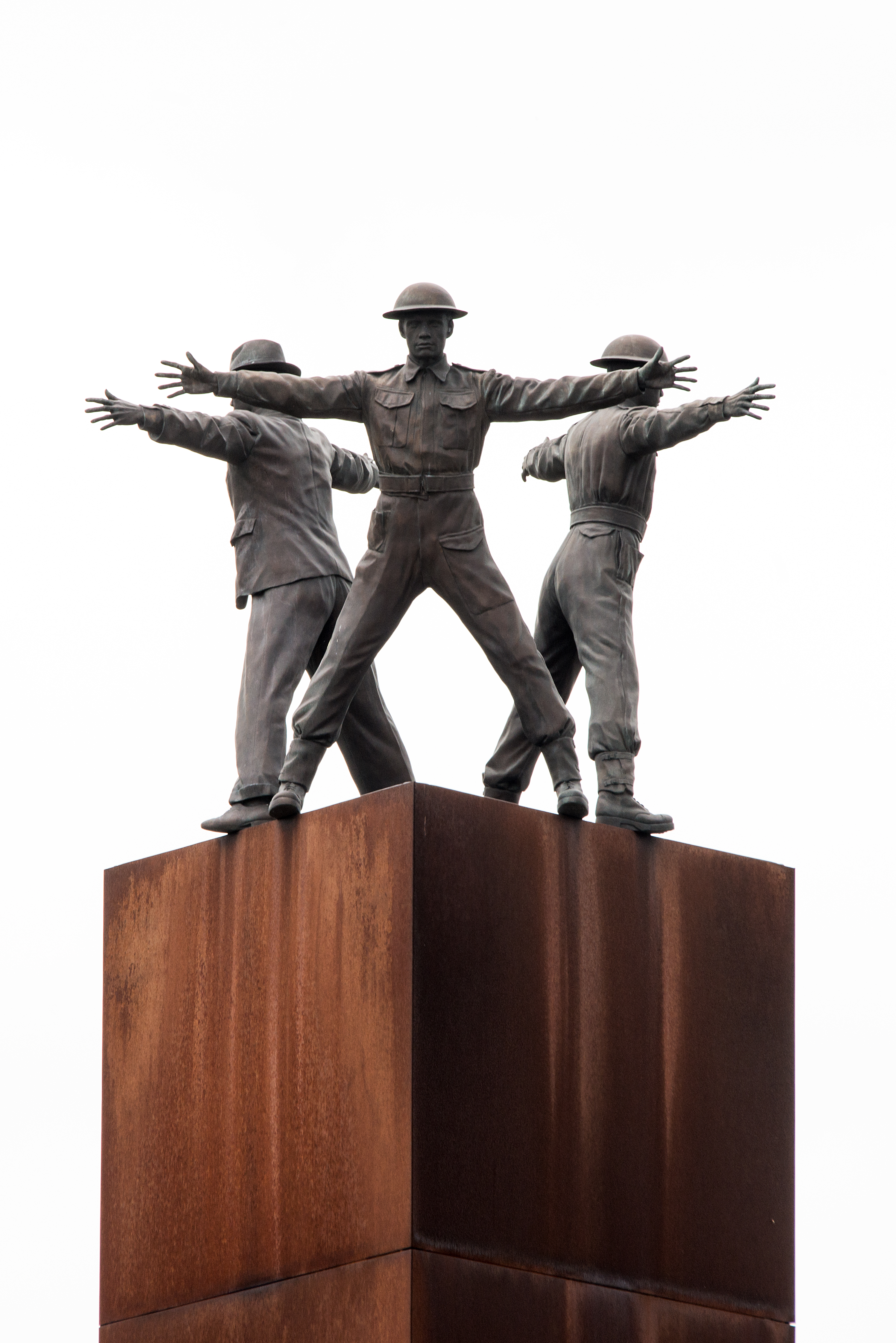
Estas tres figuras representan a un soldado inglés y checoslovaco y a un civil.

El asesinato tuvo lugar en Praga 8, en una curva cerrada creada por la intersección de Kirchmayerova třída (avenida) y V Holešovičkách (avenida). Este sitio fue elegido porque la curva cerrada requería que el conductor de Heydrich redujera la velocidad al negociar esta curva, creando así una oportunidad favorable para una emboscada. 
El sitio real del asesinato fue el lugar elegido para el monumento conmemorativo. En los años intermedios, la geografía local ha cambiado considerablemente. Kirchmayerova třída, ahora llamada Zenklova, ya no se cruza con V Holešovičkách. Aunque todavía hay una intersección en el mismo lugar, está formada por V Holešovičkách y dos rampas de acceso del intercambio de tráfico circundante, las tres carreteras juntas forman una isla de tráfico triangular dentro de la curva cerrada donde Kirchmayerova třída {{Refn|Kirchmayerova třída era el nombre de una calle en Praga durante la ocupación nazi de Checoslovaquia en la Segunda Guerra Mundial. Hoy en día, esa calle se llama Zenklova y está ubicada en el distrito de Libeň en Praga 8. Antes se intersecaba con V Holešovičkách. 
Debido a que el monumento conmemorativo debía ubicarse en medio de varias vías transitadas, sus observadores más numerosos y frecuentes serían los ocupantes de los vehículos que pasaban; por lo tanto, esto se convirtió en un factor muy importante para determinar la escala adecuada del monumento conmemorativo. El área que rodea la base de la escultura ha sido diseñada para que el monumento conmemorativo se integre de manera muy natural con las características existentes del parterre. Esta área ahora consiste en losas de hormigón largas y estrechas, separadas por estrechas franjas de tierra, permitiendo que crezca césped entre las losas.
La vegetación que brota a través de las losas de hormigón no solo integra el monumento conmemorativo en el sitio, sino que también enfatiza el espíritu vital del monumento conmemorativo y los eventos que conmemora. Hay una placa conmemorativa justo frente a la escultura. Toda la composición se eleva hacia la escultura. El amplio espacio ofrecido por este diseño permite que el sitio sirva como un lugar de reunión digno para aquellos que desean recordar los sacrificios hechos por los participantes en la Operación Anthropoid, así como aquellos que puedan reunirse para cualquier ocasión solemne.
Las calles inmediatamente al oeste del sitio del monumento conmemorativo ahora llevan el nombre de Jozef Gabčík y Jan Kubiš, quienes llevaron a cabo la emboscada, y Josef Valčík, quien actuó como vigía y murió junto a ellos en la Catedral de los Santos Cirilo y Metodio.

“Es importante que lo conozcan nuestros hijos, y los hijos de nuestros hijos, para que nunca se olviden de que estos héroes, al realizar esta hazaña, alentaron el futuro del país”.
Ministro de Defensa, Martin Barták

## Inauguración
El monumento fue entregado al público el 27 de mayo de 2009 a las 10:35, exactamente 67 años después del atentado. La ceremonia fue realizada por representantes de Praga 8, con la presencia de representantes del Instituto de Historia Militar en Praga y de testigos de la época. El mismo día se inauguró la exposición "De Múnich al atentado" en el Castillo de Libeň. También se celebró una ceremonia conmemorativa en el cementerio de Ďáblice.
En el suelo frente al monumento hay una placa de bronce con la inscripción:

"En este lugar, el 27 de mayo de 1942, a las 10:35 horas, los heroicos paracaidistas checoslovacos Jan Kubiš y Josef Gabčík llevaron a cabo uno de los actos de resistencia más significativos de la Segunda Guerra Mundial: el asesinato del actor Protector del Reich Reinhard Heydrich. Nunca habrían podido cumplir su misión sin la ayuda de cientos de patriotas checos, que pagaron su valentía con sus propias vidas."

El monumento conmemorativo se ubicaría en el lugar exacto del asesinato. La construcción del monumento conmemorativo comenzó inmediatamente después. El 27 de mayo de 2009 a las 10:35 a. m., la hora exacta del asesinato, se realizó una ceremonia de inauguración del monumento conmemorativo completo.
Las figuras están fabricadas en bronce fundido a partir de una estatua modelada en arcilla. La columna está hecha de acero soldado recubierto de acero corten. La construcción del Monumento a la Operación Anthropoid fue financiada por el Distrito Municipal de Praga 8, con un costo total de 5 millones de coronas.En 2009, 5 millones de coronas checas eran aproximadamente 265,000 dólares estadounidenses.